# Jacques Savary des Bruslons

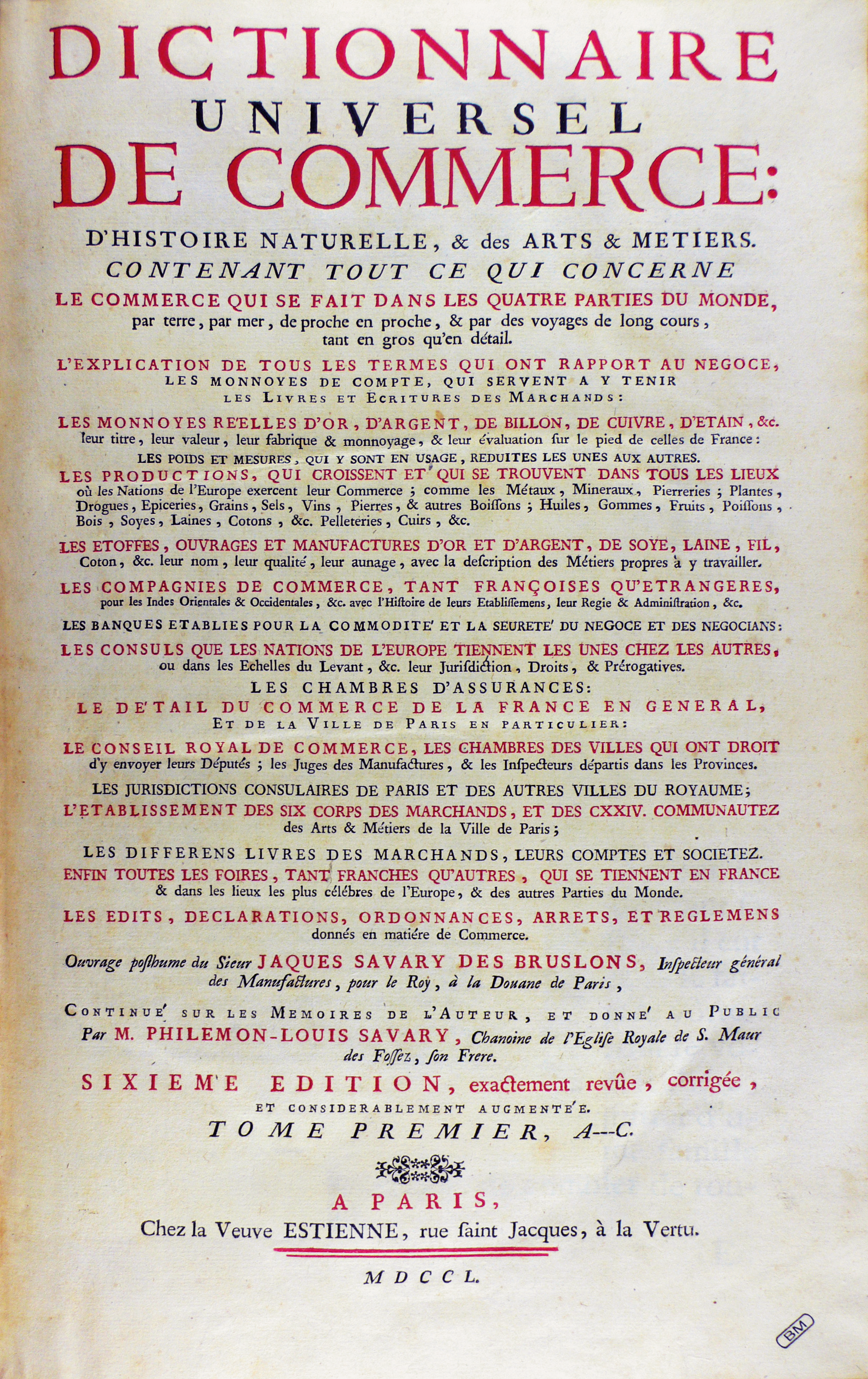
Dictionnaire universel de commerce, 1750

Jacques Savary des Bruslons (auch des Brûlons; * 1657 in Paris; † 22. April 1716) war einer der Söhne von Jacques Savary und ab 1686 Generalinspektor der Pariser Zollabfertigung. Er schuf zusammen mit seinem Bruder, Louis-Philémon Savary (1654–1727), aus einer Liste der zu verzollenden Waren, weiterer Begriffe aus Handel und Industrie und einer Sammlung aus Vorschriften in Frankreich wie im Ausland das Lexikon Dictionnaire universel de commerce, welches sein Bruder nach dem Tod von Jacques Savary des Bruslons 1723 veröffentlichte.
Das Dictionnaire universel de commerce wurde später von Malachy Postlethwayt ins Englische übersetzt und erweitert.

## Schriften
- Dictionnaire universel de commerce: d'histoire naturelle, & des arts & métiers 1723–1730
- Jacques Savary des Brûlons: Dictionnaire universel de commerce. Estienne et fils, Paris 1748 (hathitrust.org).